# Zincobotriogeno
Lo zincobotriogeno (simbolo IMA: Zbyg) è un raro minerale appartenente alla famiglia dei "solfati, cromati, molibdati e tungstati" e possiede composizione chimica ZnFe3+(SO4)2(OH) • 7H2O.
Il minerale è l'analogo dello zinco del botriogeno e una forma altamente idrata di chaidamuite.

## Etimologia e storia
Lo zincobotriogeno deve il proprio nome al suo contenuto di zinco e alla relazione con il botriogeno, che a sua volta è stato chiamato in questo modo dalle parole greche βότρυς ('botrus', grappolo d'uva) e γεννάν ('ghennàn', generare, creare), in allusione all'aspetto delle masse botrioidali e stalattitiche in cui si presenta il botriogeno.

## Classificazione
La classica nona edizione della sistematica dei minerali di Strunz, aggiornata dall'Associazione Mineralogica Internazionale (IMA) fino al 2009, elenca lo zincobotriogeno come un minerale "pubblicato senza l'approvazione dell'IMA" e lo colloca nella "7. Solfati (selenati, tellurati, cromati, molibdati, tungstati)" e nella sottoclasse "7.D Solfati (selenati, ecc.) con anioni aggiuntivi, con H2O"; questa viene ulteriormente suddivisa in base alla dimensione dei cationi coinvolti e alla struttura cristallina del minerale, in modo tale che lo zincobotriogeno possa essere trovato nella sezione "7.DC Con soltanto cationi di media dimensione; catene di ottaedri che condividono uno spigolo", dove il minerale forma il sistema nº 7.DC.25 insieme al botriogeno.
Tale classificazione resta invariata anche nell'edizione successiva, proseguita dal database "mindat.org" e chiamata Classificazione Strunz-mindat.
Nella Sistematica dei lapis (Lapis-Systematik) di Stefan Weiß lo zincobotriogeno si trova nella classe dei "solfati, cromati, molibdati e tungstati" e nella sottoclasse dei "solfati idrati, con anioni estranei"; qui lo zincobotriogeno è contenuto nella sezione costituita dai minerali con "cationi di medie dimensioni; gruppo della copiapite" dove forma il sistema nº VI/D.10 insieme a botriogeno, calciocopiapite, magnesiocopiapite, copiapite, cuprocopiapite, zincocopiapite, aluminocopiapite, ferricopiapite, guildite e chaidamuite.
Anche la classificazione dei minerali secondo Dana, usata principalmente nel mondo anglosassone, elenca lo zincobotriogeno nella famiglia dei "solfati, cromati e molibdati"; qui è nella classe dei "solfati idrati con idrossile o alogeno" e nella sottoclasse "solfati idrati con idrossile o alogeno con (A+B2+)(XO4)Zq • x(H2O)" dove forma il sistema nº 31.09.06 (gruppo del botriogeno) insieme al botriogeno e alla xitieshanite.

## Abito cristallino
Lo zincobotriogeno cristallizza nel sistema monoclino nel gruppo spaziale P21/n con i parametri reticolari a = 10,504(2) Å, b = 17,801(4) Å, c = 7,1263(1) Å, β = 100,08(3)°, oltre ad avere 4 unità di formula per cella unitaria.

## Origine e giacitura
Lo zincobotriogeno si forma come minerale secondario nella zona di ossidazione di minerali di piombo-zinco, presente nel marmo e negli scisti verdi; la paragenesi è con jarosite, copiapite, zincocopiapite, fibroferrite e quarzo.
Il minerale è piuttosto raro ed è stato trovato solo in pochi siti: la località tipo, la miniera di "Xitieshan" (37.32944°N 95.5675°E) nella prefettura autonoma mongola e tibetana di Haixi (nello Qinghai, Cina); nelle contee di Cochise (Arizona), di Gilpin e di Rio Grande (entrambe in Colorado e tutte e tre negli Stati Uniti); nella valle di Los Camarones (nella regione di Arica e Parinacota, Cile); nella miniera di "Sar Cheshmeh" presso Pariz (nello shahrestān di Sirjan, Iran); nelle miniere di Rammelsberg nei pressi di Goslar (Bassa Sassonia, Germania).

## Forma in cui si presenta in natura
Lo zincobotriogeno si presenta in cristalli prismatici di lunghezza fino a 2 mm e, tipicamente, in aggregati radiali o globulari. Il minerale è traslucido con lucentezza vitrea; il colore è tra il rosso e l'arancione brillante, mentre quello del suo striscio è giallo pallido.

## Proprietà ottiche
Lo zincobotriogeno mostra un visibile pleocroismo: è incolore lungo {\displaystyle x}, giallo chiaro lungo {\displaystyle y} e giallo lungo {\displaystyle z}.